# 勝負反手拍
是一部於2017年上映的运动喜剧片，由夫妻档导演強納森·達頓和華蕾莉·法里斯担任导演，賽門·鮑佛伊担任编剧。剧情大致地根据比莉·珍·金和博比·里格斯之间所举行的1973年网球比赛所改编而成。影片由艾瑪·史東、史提夫·卡爾、安德麗亞·瑞斯波羅格、伊麗莎白·蘇、奧斯汀·史達威爾和莎拉·席佛曼主演。
电影於2017年9月2日在特柳賴德電影節首映，並于2017年9月22日由福克斯探照燈影業在美國上映。電影獲得了影評人的广泛好评，大部分讚賞了史東和卡爾的演出表現，有些影評人稱其是史東的演藝生涯中最好的演技。

## 演员
- 艾瑪·史東 饰 比莉·珍·金
- 史提夫·卡爾 饰 博比·里格斯
- 安德麗亞·瑞斯波羅格 饰 瑪麗蓮·巴奈特（Marilyn Barnett），金的髮型師和爱人
- 莎拉·席佛曼 饰 格拉迪絲·赫爾德曼（英语：Gladys Heldman），《世界网球》杂志的创办人
- 比爾·普曼 饰 傑克·克萊默（英语：Jack Kramer）
- 艾倫·康明 饰 泰德·甸寧（英语：Ted Tinling），金的时装设计师和亲密好友
- 伊麗莎白·蘇 饰 普里斯利拉·威蘭（Priscilla Wheelan），里格斯的妻子
- 奧斯汀·史達威爾（英语：Austin Stowell） 饰 賴瑞·金（英语：Larry King (tennis)），金的丈夫
- 娜塔莉·摩拉利斯（英语：Natalie Morales (actress)） 饰 罗斯玛丽·卡萨尔斯，网球选手
- 艾瑞克·克里斯蒂安·奧森 饰 洛尼·屈勒（Lornie Kuhle），一位年轻的网球人，同时是里格斯的朋友和顾问
- 路易斯·普曼 饰 賴瑞·里格斯（Larry Riggs），里格斯的儿子
- 潔西卡·麥克納米 饰 瑪格麗特·考特
- 瑪莎·麥肯塞克 饰 珍·巴特考维克兹（英语：Jane Bartkowicz）
- 華勒斯·蘭漢（英语：Wallace Langham） 饰 亨利（Henry）
- 馬克·哈雷利克 饰 漢克·格林伯格
- 弗萊德·阿米森 飾 里歐·布萊爾（Rheo Blair）
- 克里斯·帕內爾 飾 DJ
- 約翰·C·麥金利 飾 赫布（Herb）

## 制作
2015年4月20日，福克斯探照燈影業宣布已设定夫妻档导演乔纳森·戴顿和维莱莉·法瑞斯来执导改编自「雌雄争霸战」的运动剧情片，并由赛门·博福伊负责剧本。艾瑪·史東参与演出并饰演比利·简·金，而史提夫·卡爾饰演博比·里格斯。丹尼·鮑伊的分贝影业和克里斯蒂安·科爾森的云八影业将共同制作这部电影。2015年9月18日，史東因檔期衝突問題退出，將由布丽·拉尔森取代。2015年11月18日，《综艺》确认史东再次停止了她之前答应饰演该角色的协议，而现在她的档期问题得以解决。2016年3月3日，安德麗亞·瑞斯波羅格在戏中饰演金的髮型师和在1981年前的爱人瑪麗蓮·巴奈特。随着她加入的那个月再有3位演员加入电影，其中包括伊麗莎白·蘇饰演里格斯的妻子；奧斯汀·史達威爾饰演金的丈夫賴瑞·金和莎拉·席佛曼饰演《世界网球》杂志的创办人的格拉迪絲·赫爾德曼。4位演员在四月参与演出，包括艾瑞克·克里斯蒂安·奧森饰演洛尼·屈勒、潔西卡·麥克納米饰演瑪格麗特·考特、艾倫·康明饰演泰德·甸寧和娜塔莉·摩拉利斯饰演罗斯玛丽·卡萨尔斯。
主题拍摄于2016年4月13日在洛杉矶开始。

## 发行
电影打算于2017年9月22日发行。